# Luis Abinader
Luis Rodolfo Abinader Corona (Santo Domingo, 12 luglio 1967) è un politico, economista e imprenditore dominicano, 67º presidente della Repubblica Dominicana.
È stato il candidato del Partito Rivoluzionario Moderno alla presidenza della Repubblica Dominicana nelle elezioni generali del 2016 e del 2020.
È stato rieletto per il periodo 2024-2028, assumendo l'incarico il 16 agosto 2024.

## Biografia
I suoi genitori sono della regione del Cibao, sua madre è Rosa Sula Corona Caba, una dominicana bianca di stirpe coloniale proveniente dalle Canarie della provincia di La Vega. Suo padre è stato un uomo d'affari e leader politico José Rafael Abinader, dominicano di origine libanese e originario della provincia di Santiago. Suo nonno paterno era José S. Abinader, un immigrato libanese da Baskinta, Monte Libano, arrivato nel paese nel 1898 e che si stabilì nella città di Tamboril (situata vicino alla città di Santiago de los Caballeros).
Abinader ha svolto gli studi liceali frequentando la scuola secondaria Colegio Loyola, ora Instituto Politécnico Loyola; ha conseguito la laurea in Economia presso l'Instituto Tecnológico de Santo Domingo (INTEC). Ha svolto corsi post laurea, ricevendo master in Project Management presso Hult International Business School (all'epoca Arthur D. Little Institute) a Cambridge, Massachusetts. Ha inoltre studiato Finanza Aziendale e Ingegneria Finanziaria all'Università di Harvard e Gestione Avanzata al Dartmouth College nel New Hampshire. 

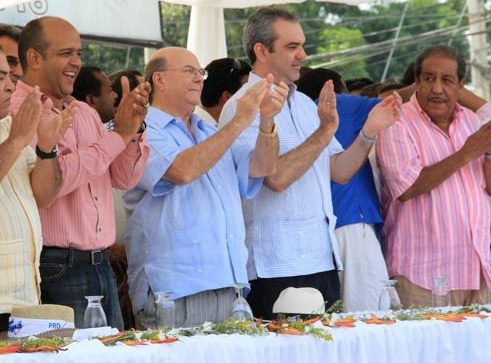
Abinader (secondo da destra) con Hipólito Mejía, Tavito Suberví e Fello Suberví

È stato eletto vicepresidente del Partito Rivoluzionario Dominicano (PRD) nella Convenzione Nazionale del 2005. 
È presidente esecutivo del Gruppo ABICOR, che ha sviluppato e gestito importanti progetti turistici nel paese. Questo gruppo familiare ha guidato il business plan di quella che è oggi l'azienda Cementos Santo Domingo, di cui è vicepresidente. 
È stato presidente dell'Associazione degli hotel nella zona di Puerto Plata ed è membro del consiglio di amministrazione dell'Associazione Nazionale degli Hotel e dei Ristoranti (ASONAHORES). 
È membro del consiglio di amministrazione della Università  O&M. 
È stato riconosciuto dall'Assemblea generale del Rhode Island per la sua carriera nel servizio pubblico, nell'istruzione e negli affari. Ha anche ricevuto riconoscimenti dal municipio di Boston e dal senato del Massachusetts per i suoi contributi all'istruzione superiore, all'impegno civico e al servizio alla comunità. 
Abinader è stato candidato alla Vicepresidenza del Partito Rivoluzionario Dominicano alle elezioni del 2012 e nel 2005 è stato pre-candidato a senatore della provincia di Santo Domingo. 

### Elezioni presidenziali del 2016
È stato candidato alla presidenza della Repubblica Dominicana del Partito Umanista Dominicano e del Partito Rivoluzionario Moderno (PRM) per le elezioni generali del 15 maggio 2016. 
Abinader era, insieme a Soraya Aquino, uno dei due candidati alla presidenza nel 2016 che non erano nati durante la dittatura di Rafael Trujillo (1930-1961). Lo studio Giuliani Partners, in particolare Rudy Giuliani e John Huvane, hanno assistito Abinader nella campagna come consulenti per la sicurezza.

### Elezioni presidenziali del 2020
Abinader si è candidato con successo alla presidenza nelle elezioni del 2020. Rudy Giuliani e John Huvane hanno nuovamente assistito Abinader nella campagna come consulenti per la sicurezza.

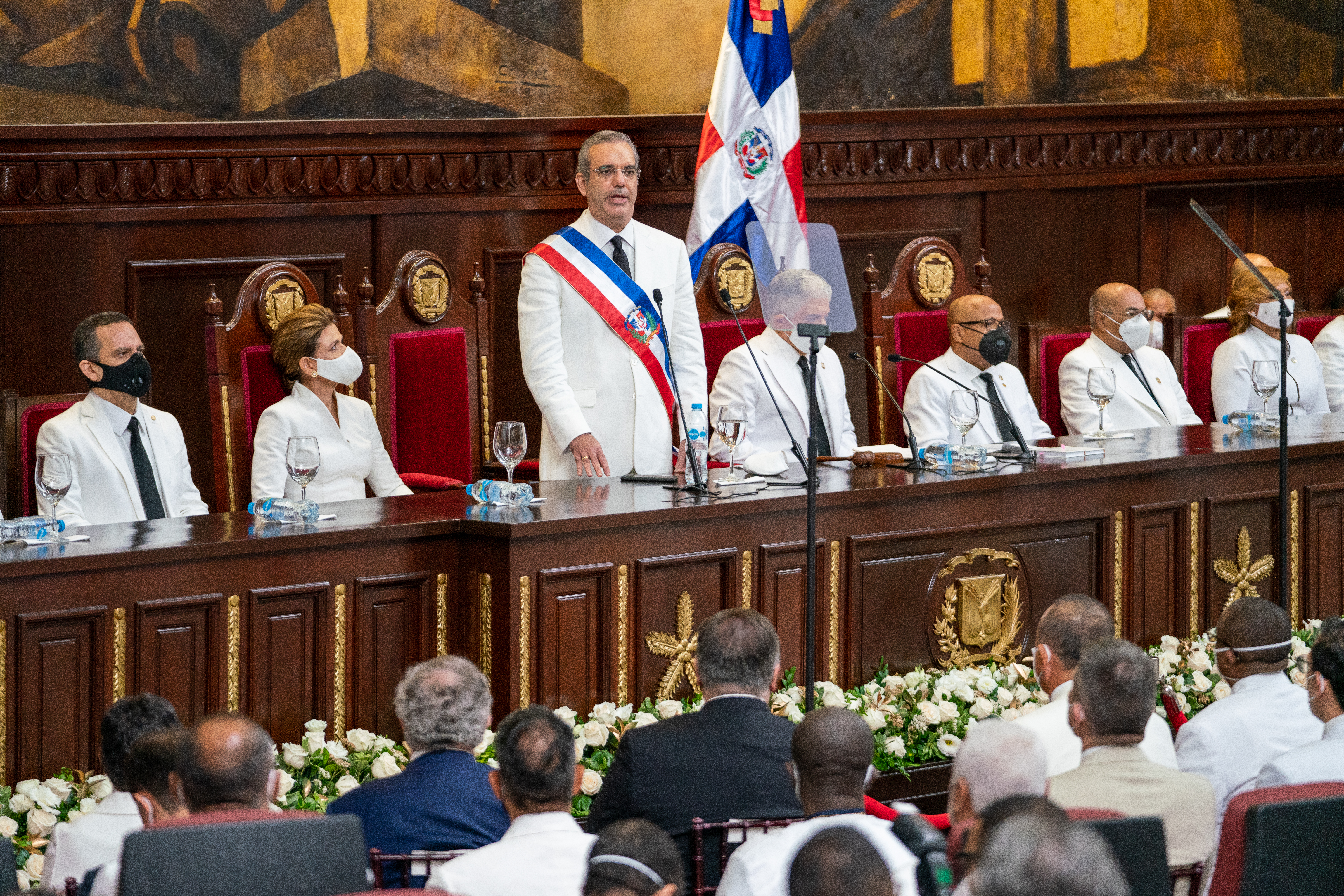
Cerimonia d'inaugurazione, 16 agosto 2020

## Presidente della Repubblica Dominicana
Abinader è il primo presidente della Repubblica Dominicana nato dopo la dittatura di Trujillo. Ha prestato giuramento come Presidente della Repubblica Dominicana il 16 agosto 2020.
L'inaugurazione ha avuto un numero ridotto di ospiti a causa delle misure adottate per la pandemia di COVID-19. Tra gli ospiti internazionali c'era il Segretario di Stato degli Stati Uniti, Mike Pompeo, in rappresentanza di  Donald Trump. 
Ha fatto della lotta all'immigrazione clandestina una delle sue priorità. Nel febbraio 2022 ha iniziato la costruzione di un muro di separazione con Haiti, che si estenderà su 164 dei 380 chilometri di confine.

### Relazioni estere
Sotto la guida di Luis Abinader, la Repubblica Dominicana intende formare legami economici e diplomatici più forti con gli Stati Uniti. Sotto la sua amministrazione, la Repubblica Dominicana è stato uno dei paesi che, insieme agli Stati Uniti, votò per mantenere l'embargo sulle armi all'Iran. 
È vicino al Gruppo di Lima, che riunisce i governi conservatori delle Americhe per isolare il Venezuela e contribuire alla caduta del suo governo. 
Il 24 febbraio 2022, Abinader ha rilasciato una dichiarazione in cui denunciava l'invasione russa dell'Ucraina.

## Vita privata
Abinader è sposato con Raquel Arbaje Soneh dal 1995, figlia dell'uomo d'affari Elías Arbaje Farah e di Margarita Soneh, entrambi di origine libanese. Hanno tre figli: Esther Patricia, Graciela Lucía e Adriana Margarita.